# Тугуны
Тугуны — деревня в Котельничском районе Кировской области в составе Биртяевского сельского поселения.

## География
Располагается на расстоянии примерно 2 км на север от северо-западной окраины райцентра города Котельнич.

## История
Известна с 1763 года как деревня Пятунинская с 14 жителями. В 1873 году здесь отмечено дворов 5 и жителей 46, в 1905 (починок Пятунинский или Труны, Погорелка, Тугуны)  6 и 30, в 1926 (деревня Тугуны или Пятунинская, Погорелка) 9 и 51, в 1950 7 и 21, в 1989 году уже не оставалось постоянных жителей. Настоящее название утвердилось с 1939 года. Ныне имеет дачный характер.

## Население
Постоянное население  составляло 0 человек в 2002 году, 1 в 2010.